# Grațiela-Leocadia Gavrilescu
Grațiela-Leocadia Gavrilescu (Bucarest, 24 giugno 1966) è una politica rumena.

## Biografia
Laureata in tecnologia petrolchimica all'Università di petrolio e gas di Ploiești, ha svolto diversi studi post laurea nel campo del marketing e della gestione. Nel 1990 è stata impiegata come ingegnere presso un'azienda chimica nella regione di Prahova, rivestendone il ruolo di direttore generale nel periodo 1996–2004.
Entrata in politica con il Partito Umanista Romeno, nel 2004 si è iscritta al Partito Nazionale Liberale, divenendone presidente dell'organizzazione femminile. Nel 2014, lasciando il PNL, si è unita a Călin Popescu Tăriceanu nel Partito Liberale Riformatore (PLR), diventandone leader della sezione di Ploiești. Nel 2015 è stata tra i membri fondatori dell'Alleanza dei Liberali e dei Democratici (ALDE), nuovo soggetto politico composto dalla fusione di PLR e Partito Conservatore. Ha assunto la posizione di vicepresidente del nuovo gruppo.
Negli anni 2004-2007 è stata vice sindaco della città di Ploiești. Nel 2007 ha coperto un mandato vacante di deputato alla Camera dei deputati. Successivamente è stata eletta alla Camera bassa del parlamento rumeno nel 2008, 2012 e 2016.
Dal dicembre 2014 al novembre 2015 è stata ministro dell'ambiente, dell'acqua e delle foreste nel Governo Ponta IV. Nel gennaio 2017 è tornata al governo in qualità di ministro per i rapporti con il parlamento del premier Sorin Grindeanu. Nell'aprile 2017 ha sostituito Daniel Constantin come vice primo ministro e ministro dell'ambiente. Mantenne la stessa funzione nel Governo Tudose, nato nel giugno di quell'anno, e nel Governo Dăncilă, nominato nel gennaio 2018. Ha lasciato l'incarico nell'agosto 2019, quando il partito Alleanza dei Liberali e dei Democratici ha lasciato la coalizione di governo. A settembre è stata espulsa dall'ALDE, mentre il mese successivo ha aderito a Forza Nazionale (Forța Națională, FN). Nel 2020 si è iscritta al Partito del Potere Umanista insieme a diversi colleghi provenienti da Forza Nazionale.